# Jaguariaíva (ort)
Jaguariaíva är en ort i Brasilien.   Den ligger i kommunen Jaguariaíva och delstaten Paraná, i den södra delen av landet, 1 000 km söder om huvudstaden Brasília. Jaguariaíva ligger 875 meter över havet och antalet invånare är 30 626.
Terrängen runt Jaguariaíva är kuperad åt sydost, men åt nordväst är den platt.
Omgivningarna runt Jaguariaíva är en mosaik av jordbruksmark och naturlig växtlighet. Runt Jaguariaíva är det ganska glesbefolkat, med 26 invånare per kvadratkilometer.